# Psiloceras
Psiloceras ist eine Gattung evoluter, glattschaliger Ammoniten aus dem Hettangium. Sie überlebte das Massensterben an der Trias-Jura-Grenze vor 201,3 ± 0,2 Millionen Jahren. Aus ihr gingen alle Neoammoniten (Unterordnung Ammonitina) und die Unterordnung der Lytoceratina hervor.

## Etymologie
Der Name Psiloceras ist eine Wortschöpfung, die sich aus den griechischen Wörtern ψιλός psilos („bloß, nackt, kahl“) und κέρας keras („Horn“) zusammensetzt.

## Beschreibung
Im Vergleich zu anderen frühen Ammoniten hatte die Gattung Psiloceras eine glatte Schale ohne größere Ornamentik. Einige Taxa tragen eine einfache, wellig-gerundete Berippung, die sich über den glatten Venter hinweg erstrecken kann. Die Gattung besteht aus kleinen bis mittelgroßen Formen, deren durchschnittlicher Durchmesser bei nur 2,7 bis 5,2 Zentimeter liegt, bei einer durchschnittlichen Dicke von 0,67 bis 0,95 Zentimeter (Psiloceras distinctum erreichte sogar 11 Zentimeter). Ihre Vertreter waren vorwiegend evolut, es sind aber auch involute Formen bekannt. Bezeichnend für Psiloceras ist die einfache, primär zerschlitzte bis phylloceratenartige Sutur und der einteilige Anaptychus. Der Windungsquerschnitt ist hochoval bis kreisrund.

## Lebensweise
Die Individuen der Gattung Psiloceras waren schnellschwimmende marine Karnivoren. Sie bevölkerten das randmarine, flache Subtidal, waren aber auch im offen-marinen Bereich in siliziklastischen Becken sowie bis hinunter zur Schelframpe im tiefen Subtidal anzutreffen.

## Systematik

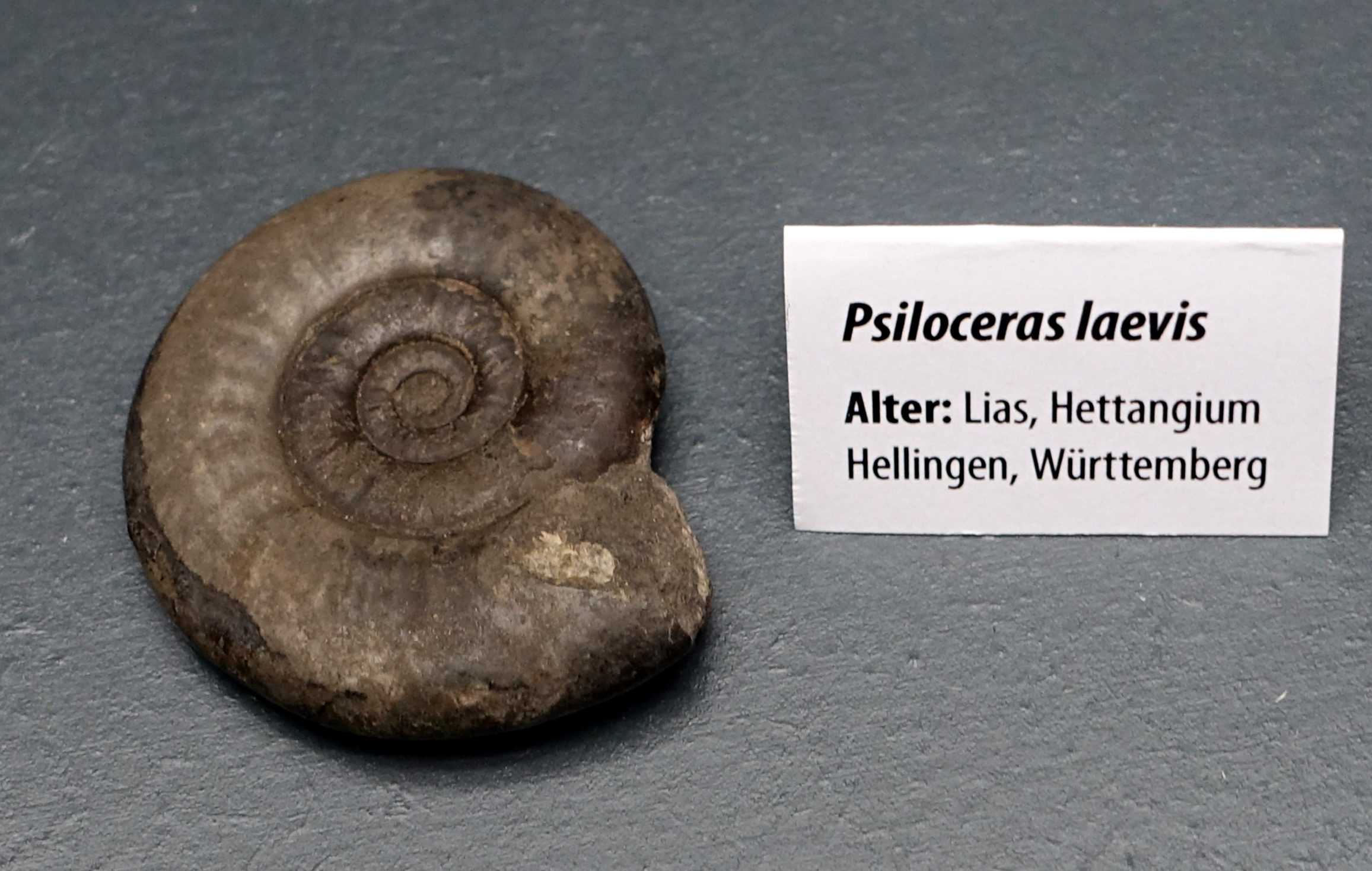
Psiloceras laevis

Die Gattung Psiloceras gehört zur Familie der Psiloceratidae innerhalb der Überfamilie der Psiloceratoidea. Sie enthält folgende Taxa:
- Psiloceras angulocostatum von Hillebrandt & Kment, 2015[3]
- Psiloceras becki M. Schmidt, 1925
- Psiloceras brevicellatum Quenstedt
- Psiloceras calliphylloides Pompeckj, 1893
- Psiloceras calliphyllum Neumayr, 1879[4]
- Psiloceras circacostatum
- Psiloceras costosum Lange, 1952[5]
- Psiloceras crassicostatum Guex
- Psiloceras distinctum Pompeckj, 1893
- Psiloceras erugatum J. Phillips
- Psiloceras gernense Lange, 1952
- Psiloceras hagenowi
- Psiloceras johnstoni
- Psiloceras laevis
- Psiloceras marcouxi Guex, Taylor, Rakus & Bucher, 1998[6]
- Psiloceras minillaensis von Hillebrandt, 2000
- Psiloceras naumanni Lange, 1952
- Psiloceras pacificum Guex, 1980[7]
- Psiloceras planorbis Sowerby, 1824
- Psiloceras plicatulum Quenstedt, 1883
- Psiloceras plicatum
- Psiloceras polymorphum Guex, 1980
- Psiloceras pressum von Hillebrandt
- Psiloceras primocostatum von Hillebrandt, 2000
- Psiloceras psilonotum
- Psiloceras rahana
- Psiloceras rectocostatum von Hillebrandt
- Psiloceras sampsoni
- Psiloceras spelae Guex, Taylor, Rakus & Bucher, 1998
- Psiloceras spelae tirolicum von Hillebrandt & Krystyn, 2009
- Psiloceras strongolum Lange, 1952
- Psiloceras tenerum Neumayr, 1879
- Psiloceras tibeticum Yin et al., 2007[8]
- Psiloceras tilmanni Lange, 1925[9]
- Psiloceras trochoeides Lange, 1952

Schwestergattungen sind Badouxia, Caloceras, Franziceras, Laqueoceras, Murihikuites, Neophyllites, Psilophyllites und Sunrisites.

### Phylogenese
Die meisten Autoren vertreten die Ansicht, dass die Gattung Psiloceras von den Phylloceratina abstammt oder möglicherweise auf Eopsiloceras zurückgeht. Es besteht aber durchaus auch die Möglichkeit, dass die Phylloceratina eine vollkommen getrennte Linie darstellen, die sich eventuell von der Gattung Rhacophyllites ableitet, welche bis in den untersten Jura überlebte. Die Unterordnung der Ceratitina erlosch mit Choristoceras im untersten Jura.
Psiloceras spelae (bzw. Psiloceras spelae tirolicum) dürfte der erste Psiloceratide gewesen sein. Jean Guex und Kollegen (2012) vertreten die Ansicht, dass sich Psiloceras spelae vor 201,5 Millionen Jahren aus den Phyllocerataceae entwickelte.
Aus diesem Taxon gingen dann die glattschaligen Psiloceratiden um die Gruppe von Psiloceras planorbis hervor. Die Planorbis-Gruppe hatte sich in den 400.000 bis 500.000 Jahren nach dem erstmaligen Auftreten von Psiloceras spelae explosionsartig über die ganze Welt ausgebreitet und sämtliche ökologischen Nischen – vom Tiefwasserberiech des Pazifiks über Tethysvorkommen Tibets bis hin zum epikontentalen Bereich Nordwesteuropas – eingenommen. Eine derartige weltweite Radiation ermöglichte die Aufspaltung der Gruppe in mehrere Hauptlinien, wie beispielsweise in die Schlotheimiidae, die Discamphiceratinae, die Arietitidae und die Lytocerataceae.
So spalteten sich aus der Gattung Psiloceras im Verlauf des unteren Hettangiums weitere Ammonitengattungen bzw. Überfamilien ab.
Bereits sehr früh im Unterhettangium um 201,3 Millionen Jahren die Gattung Neophyllites und nur etwas später (um 201,2 Millionen Jahren) die Gattung Discamphiceras. Im mittleren Unterhettangium um 201 Millionen Jahren folgten die Gattungen Caloceras (aus der dann zu Beginn des Mittelhettangiums um 200,2 Millionen Jahren die Gattung Alsatites hervorging), Transipsiloceras, Euphyllites und Pleuroacanthites. Im oberen Unterhettangium vor zirka 200,7 Millionen Jahren entstand dann die Gattung Kammerkarites. Zum selben Zeitpunkt endete auch die Gattung Psiloceras.
Zu Beginn des Mittelhettangiums vor 200,2 Millionen Jahren hatte sich schließlich auch die Überfamilie der Lytoceratoidea aus den Psiloceratoidea entwickelt, gefolgt zu Beginn des Oberhettangiums um 199,7 Millionen Jahren von den Arietitoidea mit der Gattung Arietites.
All dies vergegenwärtigt die nach der Krise an der Trias-Jura-Grenze erfolgte Radiation der Neoammoniten.

## Ammonitenzonen

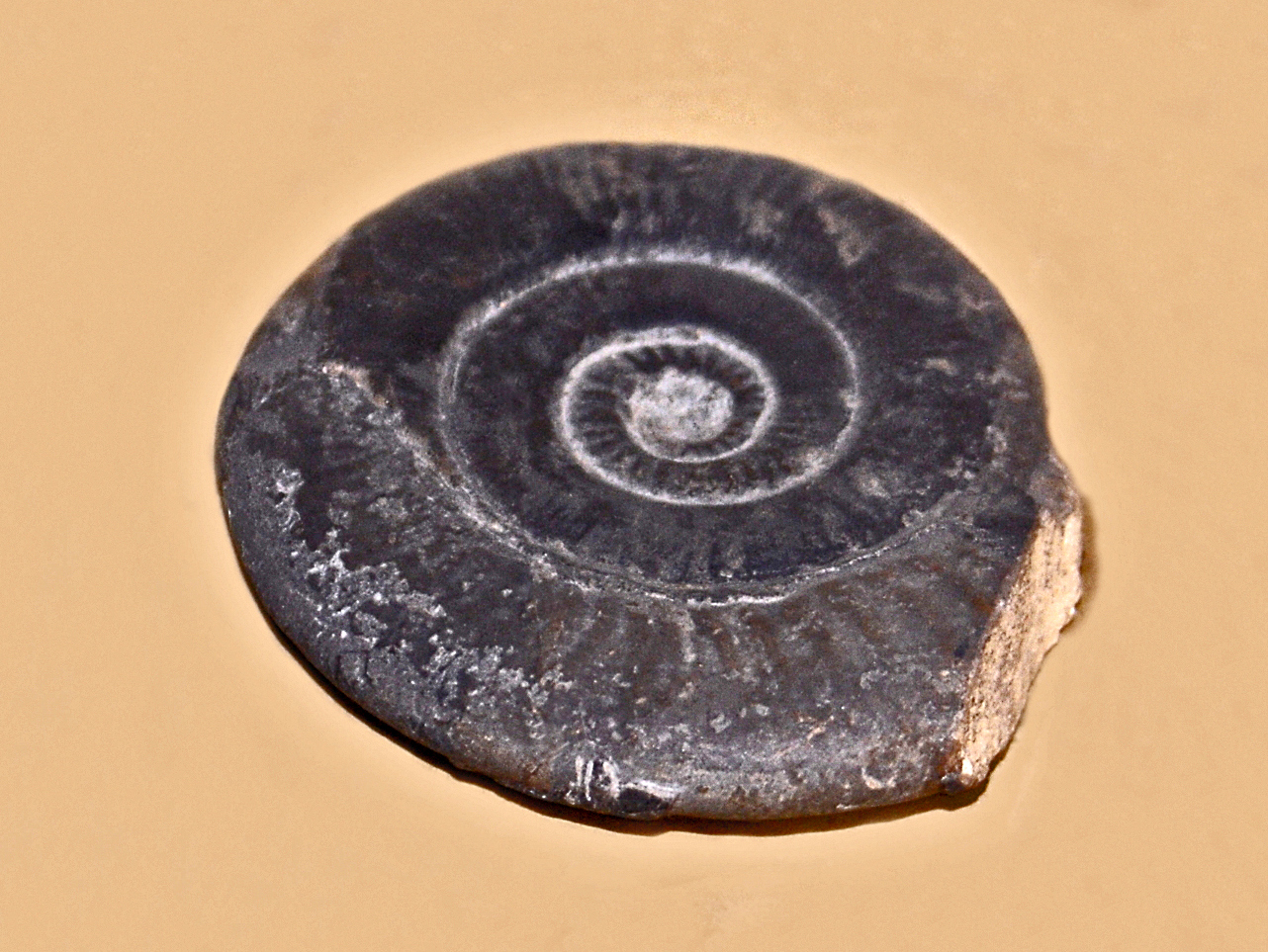
Psiloceras planorbis

Nach dem Taxon Psiloceras tilmanni ist die unterste Ammonitenzone des Hettangiums benannt, die Tilmanni-Zone. Diese beginnt mit Psiloceras spelae tirolicum und legt am GSSP des Kuhjochs in Tirol die Grenze Trias/Jura fest. Im Hangenden der Zone folgen dann Psiloceras tilmanni und Psiloceras pacificum.
Im Hangenden erscheint sodann die Planorbis-Zone, die 1856 von Albert Oppel errichtet wurde und vormals den Beginn des Hettangiums festlegte. Sie besteht in Nordwesteuropa aus den zwei Subzonen (engl. subchronozones) Planorbis im Liegenden und Johnstoni (von Caloceras johnstoni) im Hangenden. Die Planorbis Subzone enthält ihrerseits die drei Biozonen (engl. zonules) Planorbis im Liegenden, Sampsoni (bzw. Psilonotum im Alpenbereich) und Plicatulum im Hangenden. Die Planorbis-Biozone wird dann ihrerseits noch in vier Horizonte weiter unterteilt – Psiloceras erugatum im Liegenden, gefolgt von Neophyllites imitans, Neophyllites antecedens und Psiloceras planorbis im Hangenden.
Im Alpenbereich tritt an die Stelle der Planorbis-Zone die Calliphyllum-Zone mit den Subzonen von Psiloceras calliphyllum, Psiloceras costosum und Psiloceras naumanni.

## Vorkommen
Vorkommen der Gattung Psiloceras finden sich in Deutschland bei Bebenhausen, Nellingen, Pfrondorf und Rottweil in Baden-Württemberg, bei Rottorf am Klei in Niedersachsen, bei Bad Meinberg in Nordrhein-Westfalen sowie an den Seebergen bei Gotha in Thüringen.
Als Fundstätten in Österreich fungieren der GSSP am Kuhjoch sowie das Ochsentaljoch etwas weiter westlich (beide im Vorkarwendel), der Hochalplgraben westlich von Hinterriß sowie der Schlossgraben östlich von Hinterriß (alle in Tirol). Weitere Fundstätten sind das Fonsjoch am Achensee ebenfalls in Tirol, der Zlambach bei Bad Goisern in Oberösterreich und die Glasenbachklamm südlich von Salzburg.
In England tritt die Gattung Psiloceras im Blue Lias von Watchet in Somerset und bei Lyme Regis in Dorset auf. Vorkommen in Nordirland sind Collin Glen im Südwesten von Belfast und Portrush im County Antrim. Auch in Frankreich, in Spanien und in Ungarn sind Vorkommen von der Gattung Psiloceras bekannt.
Außerhalb von Europa findet sich die Gattung Psiloceras in der Germig-Formation Tibets, auf Roti (Indonesien), in Neuseeland, in Südamerika in Argentinien, Chile und Peru (Pucara-Formation bei Levanto), in Nordamerika auf den Queen Charlotte Islands Kanadas sowie im New York Canyon in Nevada (Vereinigte Staaten).